# Peder Goth Thorsen
Peder Goth Thorsen (7. august 1811 i Varde – 6. maj 1883 i København) var en dansk bibliotekar, runeforsker og historiker.

## Opvækst og uddannelse
Peder Goth Thorsen blev født i Varde, hvor faderen, Thor Thorsen, gift med Cathrine Elisabeth født Goth, var borger; slægten var fra gammel tid hjemmehørende i denne by og dens omegn. Allerede fra ungdommen af var der et vist stille, vestjysk præg over Thorsen, ligesom han tidlig på en egen andagtsfuld måde var optaget af minderne fra landets fortid. Han skildrer selv, hvilket mægtigt indtryk synet af det ærværdige Ribe og især vor Frue på bjerget gjorde på ham, da han, 15 år gammel, blev sat i denne bys latinskole; han var hidtil blevet privat undervist. Han gjorde også her det første bekendtskab med islandsk, og efter at han 1828 var blevet student, fortsatte han disse sproglige og litteraturhistoriske studier; han hørte forelæsninger af Rasmus Rask, samtidig med at han læste til teologisk embedseksamen. Denne tog han 1832, og året efter udnævntes han til 2. underbibliotekar ved Københavns Universitetsbibliotek, 1839 til 1., 1848 til bibliotekar, hvilken stilling han beklædte indtil 1. januar 1880, da han på grund af svagelighed efter ansøgning fik afsked. Samme år udnævntes han, der siden 1853 havde haft titel af professor, til etatsråd. 1859 var han blevet Ridder af Dannebrog.

## Virke som bibliotekar
Det lange tidsrum, hvori Thorsen forestod Universitetsbiblioteket, var betydningsfuldt for dette. Lokalet på Trinitatis Kirkes loft var alt for lille og ubekvemt, og efter at planerne om et biblioteks opførelse var blevet godkendte og Johan Daniel Herholdts bygning i Fiolstræde rejst, kunne indflytningen finde sted 1861. Flere specielle bogsamlinger blev efterhånden forenede med biblioteket, således Kommunitetets (1852), Pastoralseminariets (1856), Polyteknisk Læreanstalts (1862), endelig det vigtige Classenske Bibliotek (1867). Et nyt reglement for benyttelsen, hvorved ikke alene akademikere, men alle, der søgte kundskab, fik adgang, blev givet, og mod slutningen af hans embedstid blev et nyt alfabetisk katalog påbegyndt. Selv om disse planer delvis blev båret frem af andre, og flytningen næsten skræmmede den ængstelige Thorsen, var hans styrelse fortjenstlig ved den imødekommenhed, han viste over for publikum, og ved hans udmærkede valg af underordnede embedsmænd. Her bør også nævnes den hjælpende og vejledende måde, hvorpå han kom mange yngre forskere i møde under deres studier, hvorom der foreligger varme udtalelser af Oluf Nielsen, A.D. Jørgensen og Johannes Steenstrup.

## Videnskabelige arbejder
Thorsens navn som videnskabsmand er særlig knyttet til to arter minder fra vor fortid, provinslovene og runestenene. Thorsen havde været medstifter af det nordiske Litteratursamfund (1847), og han udgav for dette Valdemars Sjællandske Lov, Eriks Sjællandske Lov og Skaanske Lov (1852-53); end videre udgav han på det slesvigske ministeriums Foranstaltning Valdemar II’s jyske Lov (1853) og De med Jyske Lov beslægtede Stadsretter (1855). Disse udgaver havde deres fortjeneste ved nøjagtig at gengive det formentlig ældste og bedste håndskrift. I fortalerne til disse bøger gav Thorsen mange værdifulde oplysninger om historiske og litteraturhistoriske forhold.
På en tid, da der ellers vistes ringe forståelse af runemindesmærkernes betydning, var Thorsen ivrig for at holde bog over dem og opsøge dem, hvor de fandtes; han slog til lyd for en bedre bevaring af dem og skrev også enkelte afhandlinger om dem. Sit store livsmål; at få samtlige runestene afbildede og udgivne, nåede han dog ikke. Først midt under krigen 1864 kunne han offentliggøre 1. afdeling af De danske Runemindesmærker, som omhandler de slesvigske runestene. Det var et fortjenstfuldt værk, selv om mange sproglige forklaringer ikke var tilfredsstillende. Ved sine gode afbildninger var det lærerigt for runestudiet, og det indeholdt historiske undersøgelser af betydning (således om Svend Tveskæg og hans tid). Men synderlig videre nåede Thorsen ikke, den anden afdeling Jyllands Runemindesmærker tillige med Meddelelser om alle Øernes indeholdt foruden afbildninger kun en kortfattet tekst. Derimod vandt Thorsen megen anerkendelse ved sin fotolitografiske udgave af Codex runicus (1877) og det som tillæg dertil trykte arbejde: Om Runernes Brug til Skrift uden for det monumentale (1877).

## Det kongelige danske Selskab for Fædrelandets Historie
Fra 1866-82 var Thorsen forstander for Det kongelige danske Selskab for Fædrelandets Historie (han var blevet optaget til medlem 1852), og dette tidsrum af Selskabets historie var karakteristisk ved, at selskabet ved siden af fortsættelsen af Danske Magazin efter Thorsens initiativ lagde vægt på at udgive bevarede brevsamlinger fra Middelalderen, således Ribe Oldemoder (udgivet ved Oluf Nielsen 1869), hvor det rigtige princip anvendtes at trykke optegnelserne af de enkelte hænder med forskellig sats, Dueholms Diplomatarium (ved O. Nielsen, med en forerindring af Thorsen, 1872), Diplomatarium Vibergense (ved Carl Arnold Leopold Heise, 1879), ligesom en række skrifter fra Reformationstiden. Thorsen lod også Anders Sunesens Hexaëmeron trykke, men denne udgave udkom aldrig. Det initiativ, som Thorsens videnskabelige interesse, store fædrelandskærlighed og livlige varme indgav ham, blev således jævnlig lammet ved ubeslutsomhed og ved mangel på spændstig kraft, hvilket til dels skyldtes legemlig svaghed.
Han var 1863 blevet optaget til medlem af Videnskabernes Selskab og var medlem af dets Regestakommission. Ved Københavns Universitets Jubilæumsfest 1879 blev Thorsen kreeret til æresdoktor i det filosofiske fakultet.
Han ægtede 19. august 1848 Anne Caroline Debell (født 1814), datter af Borger i Varde Jens Debell; hun døde 18. december 1894 i Varde. Ægteskabet var barnløst. Parret er begravet i Varde.
Thorsen er portrætteret et maleri af Andreas Herman Hunæus 1845, en tegning af Carl Bayer 1877 (Frederiksborgmuseet) samt træsnit 1880 og 1883.

## Udvalgt bibliografi
- "De danske runemindesmærker" Thieles Bogtrykkeri (1864)